# پینتزبرگ
پینتسبرگ (به آلمانی: Pinzberg) یک شهر در آلمان است که در فورشایم واقع شده‌است. پینتسبرگ ۱٬۹۳۱ نفر جمعیت دارد.